# Master of Disaster
Master of Disaster è un album in studio del cantautore statunitense John Hiatt, pubblicato nel 2005.

## Tracce
1. Master of Disaster – 5:26
2. Howlin' Down The Cumberland – 3:45
3. Thunderbird – 4:04
4. Wintertime Blues – 4:19
5. When My Love Crosses Over – 4:21
6. Love's Not Where We Thought We Left It – 5:17
7. Ain't Ever Goin' Back – 5:40
8. Cold River – 5:34
9. Find You At Last – 4:48
10. Old School – 3:18
11. Back On The Corner – 3:52